# Maral (Vorname)
Maral (armenisch: Մարալ) ist ein weiblicher Vorname.

## Herkunft und Bedeutung
Der Name bedeutet auf Aserbaidschanisch und Armenisch Reh/Hirsch/Rotwild und bezieht sich auf das Kaspische Rotwild. Er stammt vom persischen مرال (Maral) ab.
Eine unter anderem türkische Variante ist Meral.

## Namensträgerinnen

### Vorname
- Maral Bazargani (* 1990), deutsche Leichtathletin und Journalistin iranischer Herkunft

### Künstlername
- Maral, siehe Marei Obladen (1941–2020), deutsche Hörspielautorin und Rezensentin